# Copa Libertadores da América de 2002
A Copa Libertadores da América de 2002 foi a 43.ª edição da competição de futebol realizada todos os anos pela Confederação Sul-Americana de Futebol. Equipes das dez associações sul-americanas mais o México participaram do torneio.
O Olimpia do Paraguai ganhou seu terceiro título após vencer o São Caetano, do Brasil, no tempo normal por 2 a 1 e nos pênaltis por 4 a 2 no Estádio do Pacaembu, em São Paulo. Na partida realizada no Estádio Defensores del Chaco, em Assunção, vitória do time brasileiro por 1 a 0.
Com o título da competição, o Olimpia obteve o direito de participar da Copa Intercontinental de 2002, contra o Real Madrid, da Espanha, campeão da Liga dos Campeões da UEFA de 2001-02. Também enfrentou o campeão da Copa Sul-Americana de 2002 na decisão da Recopa Sul-Americana de 2003.

## Equipes classificadas
| País                                  | Equipe               | Classificação                                      |
| ------------------------------------- | -------------------- | -------------------------------------------------- |
| Argentina · (4 vagas + atual campeão) | Boca Juniors         | Campeão da Libertadores 2001                       |
| Argentina · (4 vagas + atual campeão) | San Lorenzo          | Campeão do Torneio Clausura 2000-01                |
| Argentina · (4 vagas + atual campeão) | River Plate          | Melhor pontuação na tabela agregada de 2000-01     |
| Argentina · (4 vagas + atual campeão) | Talleres             | 2ª melhor pontuação na tabela agregada de 2000-01  |
| Argentina · (4 vagas + atual campeão) | Vélez Sarsfield      | 3ª melhor pontuação na tabela agregada de 2000-01  |
| Bolívia · (3 vagas)                   | Oriente Petrolero    | Campeão do Campeonato Boliviano 2001               |
| Bolívia · (3 vagas)                   | Bolívar              | Vice-campeão do Campeonato Boliviano 2001          |
| Bolívia · (3 vagas)                   | Real Potosí          | 3º lugar no Campeonato Boliviano 2001              |
| Brasil · (4 vagas)                    | Atlético Paranaense  | Campeão do Campeonato Brasileiro Série A 2001      |
| Brasil · (4 vagas)                    | Grêmio               | Campeão da Copa do Brasil 2001                     |
| Brasil · (4 vagas)                    | Flamengo             | Campeão da Copa dos Campeões 2001                  |
| Brasil · (4 vagas)                    | São Caetano          | Vice-campeão do Campeonato Brasileiro Série A 2001 |
| Chile · (3 vagas)                     | Santiago Wanderers   | Campeão do Torneio Apertura 2001                   |
| Chile · (3 vagas)                     | Universidad Católica | Campeã do Torneio Clausura 2001                    |
| Chile · (3 vagas)                     | Cobreloa             | Campeão da Pré-Libertadores 2001                   |
| Colômbia · (3 vagas)                  | América de Cali      | Campeão do Campeonato Colombiano 2001              |
| Colômbia · (3 vagas)                  | Cortuluá             | Campeão do Torneio Apertura 2001                   |
| Colômbia · (3 vagas)                  | Once Caldas          | Campeão do Torneio Clausura 2001                   |
| Equador · (3 vagas)                   | Emelec               | Campeão do Campeonato Equatoriano 2001             |
| Equador · (3 vagas)                   | El Nacional          | Vice-campeão do Campeonato Equatoriano 2001        |
| Equador · (3 vagas)                   | Olmedo               | 3º colocado no Campeonato Equatoriano 2001         |
| Paraguai · (3 vagas)                  | Cerro Porteño        | Campeão do Campeonato Paraguaio 2001               |
| Paraguai · (3 vagas)                  | Olimpia              | Campeão da Pré-Libertadores 2001                   |
| Paraguai · (3 vagas)                  | 12 de Octubre        | Vice-campeão da Pré-Libertadores 2001              |
| Peru · (3 vagas)                      | Alianza Lima         | Campeão do Campeonato Descentralizado 2001         |
| Peru · (3 vagas)                      | Cienciano            | Vice-campeão do Campeonato Descentralizado 2001    |
| Peru · (3 vagas)                      | Sporting Cristal     | 3º colocado no Campeonato Descentralizado 2001     |
| Uruguai · (3 vagas)                   | Nacional             | Campeão do Campeonato Uruguaio 2001                |
| Uruguai · (3 vagas)                   | Montevideo Wanderers | Campeão da Miniliga Pré-Libertadores 2001          |
| Uruguai · (3 vagas)                   | Peñarol              | Melhor pontuação na tabela agregada de 2001        |
| Venezuela · (2 vagas)                 | Caracas              | Campeão do Campeonato Venezuelano 2001             |
| Venezuela · (2 vagas)                 | Trujillanos          | Vice-campeão do Campeonato Venezuelano 2001        |
| México · (2 vagas)                    | América              | Convidado                                          |
| México · (2 vagas)                    | Monarcas Morelia     | Convidado                                          |

## Primeira fase
| Equipe           | Pts | J | V | E | D | GP | GC | SG  |
| ---------------- | --- | - | - | - | - | -- | -- | --- |
| América          | 13  | 6 | 4 | 1 | 1 | 15 | 5  | +10 |
| Monarcas Morelia | 9   | 6 | 3 | 0 | 3 | 9  | 8  | +1  |
| Caracas          | 7   | 6 | 2 | 1 | 3 | 7  | 7  | 0   |
| Trujillanos      | 6   | 6 | 2 | 0 | 4 | 4  | 15 | -11 |

|                  | AMX | MON | CAR | TRU |
| ---------------- | --- | --- | --- | --- |
| América          | –   | 2–0 | 1–0 | 7–1 |
| Monarcas Morelia | 1–3 | –   | 3–0 | 3–0 |
| Caracas          | 1–1 | 3–1 | –   | 3–0 |
| Trujillanos      | 2–1 | 0–1 | 1–0 | –   |

## Fase de grupos
A fase de grupos foi disputada entre 5 de fevereiro e 11 de abril. As duas melhores equipes de cada grupo se classificaram para a fase final.

### Grupo 1
| Equipe        | Pts | J | V | E | D | GP | GC | SG  |
| ------------- | --- | - | - | - | - | -- | -- | --- |
| São Caetano   | 12  | 6 | 4 | 0 | 2 | 14 | 4  | +10 |
| Cobreloa      | 12  | 6 | 4 | 0 | 2 | 12 | 8  | +4  |
| Cerro Porteño | 10  | 6 | 3 | 1 | 2 | 7  | 6  | +1  |
| Alianza Lima  | 1   | 6 | 0 | 1 | 5 | 1  | 16 | -15 |

|               | SCA | COB | CPO | ALI |
| ------------- | --- | --- | --- | --- |
| São Caetano   | –   | 3–0 | 0–1 | 4–0 |
| Cobreloa      | 2–1 | –   | 3–0 | 5–0 |
| Cerro Porteño | 1–3 | 3–0 | –   | 2–0 |
| Alianza Lima  | 0–3 | 1–2 | 0–0 | –   |

### Grupo 2
| Equipe            | Pts | J | V | E | D | GP | GC | SG |
| ----------------- | --- | - | - | - | - | -- | -- | -- |
| Grêmio            | 12  | 6 | 4 | 0 | 2 | 11 | 7  | +4 |
| Cienciano         | 9   | 6 | 3 | 0 | 3 | 8  | 7  | +1 |
| 12 de Octubre     | 9   | 6 | 3 | 0 | 3 | 5  | 7  | -2 |
| Oriente Petrolero | 6   | 6 | 2 | 0 | 4 | 10 | 13 | -3 |

|                   | GRE | CIE | OCT | OPE |
| ----------------- | --- | --- | --- | --- |
| Grêmio            | –   | 2–0 | 1–0 | 3–2 |
| Cienciano         | 2–1 | –   | 3–0 | 2–0 |
| 12 de Octubre     | 1–0 | 1–0 | –   | 3–2 |
| Oriente Petrolero | 2–4 | 3–1 | 1–0 | –   |

### Grupo 3
| Equipe      | Pts | J | V | E | D | GP | GC | SG |
| ----------- | --- | - | - | - | - | -- | -- | -- |
| Peñarol     | 12  | 6 | 4 | 0 | 2 | 11 | 7  | +4 |
| El Nacional | 12  | 6 | 4 | 0 | 2 | 10 | 6  | +4 |
| San Lorenzo | 6   | 6 | 2 | 0 | 4 | 6  | 8  | -2 |
| Real Potosí | 6   | 6 | 2 | 0 | 4 | 10 | 16 | -6 |

|             | PEN | ELN | SLO | RPO |
| ----------- | --- | --- | --- | --- |
| Peñarol     | –   | 3–0 | 1–0 | 4–0 |
| El Nacional | 1–0 | –   | 3–0 | 2–0 |
| San Lorenzo | 0–2 | 1–0 | –   | 5–1 |
| Real Potosí | 6–1 | 2–4 | 1–0 | –   |

### Grupo 4
| Equipe              | Pts | J | V | E | D | GP | GC | SG |
| ------------------- | --- | - | - | - | - | -- | -- | -- |
| América de Cali     | 11  | 6 | 3 | 2 | 1 | 10 | 3  | +7 |
| Olmedo              | 9   | 6 | 3 | 0 | 3 | 7  | 7  | 0  |
| Bolívar             | 8   | 6 | 2 | 2 | 2 | 11 | 13 | -2 |
| Atlético Paranaense | 5   | 6 | 1 | 2 | 3 | 10 | 15 | -5 |

|                     | AMC | OLM | BOL | ATP |
| ------------------- | --- | --- | --- | --- |
| América de Cali     | –   | 1–0 | 2–0 | 5–0 |
| Olmedo              | 1–0 | –   | 4–1 | 2–1 |
| Bolívar             | 1–1 | 2–0 | –   | 5–5 |
| Atlético Paranaense | 1–1 | 2–0 | 1–2 | –   |

### Grupo 5
| Equipe           | Pts | J | V | E | D | GP | GC | SG |
| ---------------- | --- | - | - | - | - | -- | -- | -- |
| Monarcas Morelia | 14  | 6 | 4 | 2 | 0 | 15 | 7  | +8 |
| Nacional         | 11  | 6 | 3 | 2 | 1 | 13 | 12 | +1 |
| Vélez Sarsfield  | 8   | 6 | 2 | 2 | 2 | 8  | 8  | 0  |
| Sporting Cristal | 0   | 6 | 0 | 0 | 6 | 5  | 14 | -9 |

|                  | MON | CNF | VEL | SCR |
| ---------------- | --- | --- | --- | --- |
| Monarcas Morelia | –   | 4–2 | 0–0 | 4–0 |
| Nacional         | 3–3 | –   | 2–2 | 1–0 |
| Vélez Sarsfield  | 2–3 | 0–1 | –   | 1–0 |
| Sporting Cristal | 0–1 | 3–4 | 2–3 | –   |

### Grupo 6
| Equipe               | Pts | J | V | E | D | GP | GC | SG |
| -------------------- | --- | - | - | - | - | -- | -- | -- |
| Boca Juniors         | 13  | 6 | 4 | 1 | 1 | 7  | 2  | +5 |
| Montevideo Wanderers | 10  | 6 | 3 | 1 | 2 | 8  | 7  | +1 |
| Santiago Wanderers   | 9   | 6 | 2 | 3 | 1 | 6  | 6  | 0  |
| Emelec               | 1   | 6 | 0 | 1 | 5 | 4  | 10 | -6 |

|                      | BOC | MWA | SWA | EME |
| -------------------- | --- | --- | --- | --- |
| Boca Juniors         | –   | 2–0 | 0–0 | 1–0 |
| Montevideo Wanderers | 0–2 | –   | 3–1 | 3–1 |
| Santiago Wanderers   | 1–0 | 1–1 | –   | 2–1 |
| Emelec               | 1–2 | 0–1 | 1–1 | –   |

### Grupo 7
| Equipe      | Pts | J | V | E | D | GP | GC | SG |
| ----------- | --- | - | - | - | - | -- | -- | -- |
| América     | 16  | 6 | 5 | 1 | 0 | 9  | 2  | +7 |
| River Plate | 9   | 6 | 2 | 3 | 1 | 8  | 4  | +4 |
| Talleres    | 5   | 6 | 1 | 2 | 3 | 5  | 9  | -4 |
| Cortuluá    | 3   | 6 | 1 | 0 | 5 | 9  | 16 | -7 |

|             | AMX | RIV | TAL | TUL |
| ----------- | --- | --- | --- | --- |
| América     | –   | 0–0 | 2–0 | 3–2 |
| River Plate | 0–1 | –   | 0–0 | 2–0 |
| Talleres    | 0–1 | 1–1 | –   | 2–1 |
| Cortuluá    | 0–2 | 2–5 | 4–2 | –   |

### Grupo 8
| Equipe               | Pts | J | V | E | D | GP | GC | SG |
| -------------------- | --- | - | - | - | - | -- | -- | -- |
| Olimpia              | 11  | 6 | 3 | 2 | 1 | 8  | 5  | +3 |
| Universidad Católica | 10  | 6 | 3 | 1 | 2 | 9  | 8  | +1 |
| Once Caldas          | 9   | 6 | 3 | 0 | 3 | 10 | 11 | -1 |
| Flamengo             | 4   | 6 | 1 | 1 | 4 | 6  | 9  | -3 |

|                      | OLI | UCA | ONC | FLA |
| -------------------- | --- | --- | --- | --- |
| Olimpia              | –   | 1–1 | 3–2 | 2–0 |
| Universidad Católica | 0–1 | –   | 3–1 | 2–1 |
| Once Caldas          | 2–1 | 3–0 | –   | 1–0 |
| Flamengo             | 0–0 | 1–3 | 4–1 | –   |

## Classificação para a fase final
Tabela de classificação
| Pos. | Primeiros dos grupos | Pts | J | V | E | D | GP | GC | SG  | Ap  |
| ---- | -------------------- | --- | - | - | - | - | -- | -- | --- | --- |
| 1    | América              | 16  | 6 | 5 | 1 | 0 | 9  | 2  | +7  | 89% |
| 2    | Monarcas Morelia     | 14  | 6 | 4 | 2 | 0 | 15 | 7  | +8  | 78% |
| 3    | Boca Juniors         | 13  | 6 | 4 | 1 | 1 | 7  | 2  | +5  | 72% |
| 4    | São Caetano          | 12  | 6 | 4 | 0 | 2 | 14 | 4  | +10 | 67% |
| 5    | Grêmio               | 12  | 6 | 4 | 0 | 2 | 11 | 7  | +4  | 67% |
| 6    | Peñarol              | 12  | 6 | 4 | 0 | 2 | 11 | 7  | +4  | 67% |
| 7    | América de Cali      | 11  | 6 | 3 | 2 | 1 | 10 | 3  | +7  | 61% |
| 8    | Olimpia              | 11  | 6 | 3 | 2 | 1 | 8  | 5  | +3  | 61% |

| Pos. | Segundos dos grupos  | Pts | J | V | E | D | GP | GC | SG | Ap  |
| ---- | -------------------- | --- | - | - | - | - | -- | -- | -- | --- |
| 9    | Cobreloa             | 12  | 6 | 4 | 0 | 2 | 12 | 8  | +4 | 67% |
| 10   | El Nacional          | 12  | 6 | 4 | 0 | 2 | 10 | 6  | +4 | 67% |
| 11   | Nacional             | 11  | 6 | 3 | 2 | 1 | 13 | 12 | +1 | 61% |
| 12   | Montevideo Wanderers | 10  | 6 | 3 | 1 | 2 | 8  | 7  | +1 | 55% |
| 13   | Universidad Católica | 10  | 6 | 3 | 1 | 2 | 9  | 8  | +1 | 55% |
| 14   | River Plate          | 9   | 6 | 2 | 3 | 1 | 8  | 4  | +4 | 50% |
| 15   | Cienciano            | 9   | 6 | 3 | 0 | 3 | 8  | 7  | +1 | 50% |
| 16   | Olmedo               | 9   | 6 | 3 | 0 | 3 | 7  | 7  | 0  | 50% |

## Fase final
|  | Oitavas de final        | Oitavas de final        | Oitavas de final        | Oitavas de final        |       |                  | Quartas de final | Quartas de final | Quartas de final | Quartas de final |  |               | Semifinais      | Semifinais      | Semifinais      | Semifinais      |               |   | Final            | Final            | Final            | Final            |
|  | 23 de abril a 2 de maio | 23 de abril a 2 de maio | 23 de abril a 2 de maio | 23 de abril a 2 de maio |       |                  | 7 a 16 de maio   | 7 a 16 de maio   | 7 a 16 de maio   | 7 a 16 de maio   |  |               | 9 a 17 de julho | 9 a 17 de julho | 9 a 17 de julho | 9 a 17 de julho |               |   | 24 e 31 de julho | 24 e 31 de julho | 24 e 31 de julho | 24 e 31 de julho |
|  |                         |                         |                         |                         |       |                  |                  |                  |                  |                  |  |               |                 |                 |                 |                 |               |   |                  |                  |                  |                  |
|  | El Nacional             | 0                       | 0                       | 0                       |       |                  |                  |                  |                  |                  |  |               |                 |                 |                 |                 |               |   |                  |                  |                  |                  |
|  | Boca Juniors            | 0                       | 2                       | 2                       |       |                  |                  |                  |                  |                  |  |               |                 |                 |                 |                 |               |   |                  |                  |                  |                  |
|  | Boca Juniors            | 0                       | 2                       | 2                       |       | Boca Juniors     | 1                | 0                | 1                |                  |  |               |                 |                 |                 |                 |               |   |                  |                  |                  |                  |
|  |                         |                         |                         |                         |       | Boca Juniors     | 1                | 0                | 1                |                  |  |               |                 |                 |                 |                 |               |   |                  |                  |                  |                  |
|  |                         | Olimpia                 | 1                       | 1                       | 2     |                  |                  |                  |                  |                  |  |               |                 |                 |                 |                 |               |   |                  |                  |                  |                  |
|  | Cobreloa                | Olimpia                 | 1                       | 1                       | 2     | 1                | 1                | 2                |                  |                  |  |               |                 |                 |                 |                 |               |   |                  |                  |                  |                  |
|  | Cobreloa                |                         |                         |                         |       | 1                | 1                | 2                |                  |                  |  |               |                 |                 |                 |                 |               |   |                  |                  |                  |                  |
|  | Olimpia                 | 1                       | 2                       | 3                       |       |                  |                  |                  |                  |                  |  |               |                 |                 |                 |                 |               |   |                  |                  |                  |                  |
|  | Olimpia                 | 1                       | 2                       | 3                       |       |                  |                  |                  |                  |                  |  | Olimpia (pen) | 3               | 0               | 3 (5)           |                 |               |   |                  |                  |                  |                  |
|  |                         |                         |                         |                         |       |                  |                  |                  |                  |                  |  | Olimpia (pen) | 3               | 0               | 3 (5)           |                 |               |   |                  |                  |                  |                  |
|  |                         | Grêmio                  | 2                       | 1                       | 3 (4) |                  |                  |                  |                  |                  |  |               |                 |                 |                 |                 |               |   |                  |                  |                  |                  |
|  | River Plate             | Grêmio                  | 2                       | 1                       | 3 (4) | 1                | 0                | 1                |                  |                  |  |               |                 |                 |                 |                 |               |   |                  |                  |                  |                  |
|  | River Plate             |                         |                         |                         |       | 1                | 0                | 1                |                  |                  |  |               |                 |                 |                 |                 |               |   |                  |                  |                  |                  |
|  | Grêmio                  | 2                       | 4                       | 6                       |       |                  |                  |                  |                  |                  |  |               |                 |                 |                 |                 |               |   |                  |                  |                  |                  |
|  | Grêmio                  | 2                       | 4                       | 6                       |       | Grêmio           | 1                | 1                | 2                |                  |  |               |                 |                 |                 |                 |               |   |                  |                  |                  |                  |
|  |                         |                         |                         |                         |       | Grêmio           | 1                | 1                | 2                |                  |  |               |                 |                 |                 |                 |               |   |                  |                  |                  |                  |
|  |                         | Nacional                | 0                       | 1                       | 1     |                  |                  |                  |                  |                  |  |               |                 |                 |                 |                 |               |   |                  |                  |                  |                  |
|  | Nacional                | Nacional                | 0                       | 1                       | 1     | 1                | 0                | 1                |                  |                  |  |               |                 |                 |                 |                 |               |   |                  |                  |                  |                  |
|  | Nacional                |                         |                         |                         |       | 1                | 0                | 1                |                  |                  |  |               |                 |                 |                 |                 |               |   |                  |                  |                  |                  |
|  | América de Cali         | 0                       | 0                       | 0                       |       |                  |                  |                  |                  |                  |  |               |                 |                 |                 |                 |               |   |                  |                  |                  |                  |
|  | América de Cali         | 0                       | 0                       | 0                       |       |                  |                  |                  |                  |                  |  |               |                 |                 |                 |                 | Olimpia (pen) | 0 | 2                | 2 (4)            |                  |                  |
|  |                         |                         |                         |                         |       |                  |                  |                  |                  |                  |  |               |                 |                 |                 |                 |               | 0 | 2                | 2 (4)            |                  |                  |
|  |                         | São Caetano             | 1                       | 1                       | 2 (2) |                  |                  |                  |                  |                  |  |               |                 |                 |                 |                 |               |   |                  |                  |                  |                  |
|  | Montevideo Wanderers    | São Caetano             | 1                       | 1                       | 2 (2) | 2                | 2                | 4 (0)            |                  |                  |  |               |                 |                 |                 |                 |               |   |                  |                  |                  |                  |
|  | Montevideo Wanderers    |                         |                         |                         |       | 2                | 2                | 4 (0)            |                  |                  |  |               |                 |                 |                 |                 |               |   |                  |                  |                  |                  |
|  | Peñarol (pen)           | 2                       | 2                       | 4 (3)                   |       |                  |                  |                  |                  |                  |  |               |                 |                 |                 |                 |               |   |                  |                  |                  |                  |
|  | Peñarol (pen)           | 2                       | 2                       | 4 (3)                   |       | Peñarol          | 1                | 1                | 2 (1)            |                  |  |               |                 |                 |                 |                 |               |   |                  |                  |                  |                  |
|  |                         |                         |                         |                         |       | Peñarol          | 1                | 1                | 2 (1)            |                  |  |               |                 |                 |                 |                 |               |   |                  |                  |                  |                  |
|  |                         | São Caetano (pen)       | 0                       | 2                       | 2 (3) |                  |                  |                  |                  |                  |  |               |                 |                 |                 |                 |               |   |                  |                  |                  |                  |
|  | Universidad Católica    | São Caetano (pen)       | 0                       | 2                       | 2 (3) | 1                | 1                | 2 (2)            |                  |                  |  |               |                 |                 |                 |                 |               |   |                  |                  |                  |                  |
|  | Universidad Católica    |                         |                         |                         |       | 1                | 1                | 2 (2)            |                  |                  |  |               |                 |                 |                 |                 |               |   |                  |                  |                  |                  |
|  | São Caetano (pen)       | 1                       | 1                       | 2 (4)                   |       |                  |                  |                  |                  |                  |  |               |                 |                 |                 |                 |               |   |                  |                  |                  |                  |
|  | São Caetano (pen)       | 1                       | 1                       | 2 (4)                   |       |                  |                  |                  |                  |                  |  | São Caetano   | 2               | 1               | 3               |                 |               |   |                  |                  |                  |                  |
|  |                         |                         |                         |                         |       |                  |                  |                  |                  |                  |  | São Caetano   | 2               | 1               | 3               |                 |               |   |                  |                  |                  |                  |
|  |                         | América                 | 0                       | 1                       | 1     |                  |                  |                  |                  |                  |  |               |                 |                 |                 |                 |               |   |                  |                  |                  |                  |
|  | Olmedo                  | América                 | 0                       | 1                       | 1     | 0                | 2                | 2                |                  |                  |  |               |                 |                 |                 |                 |               |   |                  |                  |                  |                  |
|  | Olmedo                  |                         |                         |                         |       | 0                | 2                | 2                |                  |                  |  |               |                 |                 |                 |                 |               |   |                  |                  |                  |                  |
|  | Monarcas Morelia        | 5                       | 3                       | 8                       |       |                  |                  |                  |                  |                  |  |               |                 |                 |                 |                 |               |   |                  |                  |                  |                  |
|  | Monarcas Morelia        | 5                       | 3                       | 8                       |       | Monarcas Morelia | 1                | 1                | 2                |                  |  |               |                 |                 |                 |                 |               |   |                  |                  |                  |                  |
|  |                         |                         |                         |                         |       | Monarcas Morelia | 1                | 1                | 2                |                  |  |               |                 |                 |                 |                 |               |   |                  |                  |                  |                  |
|  |                         | América                 | 2                       | 2                       | 4     |                  |                  |                  |                  |                  |  |               |                 |                 |                 |                 |               |   |                  |                  |                  |                  |
|  | Cienciano               | América                 | 2                       | 2                       | 4     | 0                | 1                | 1                |                  |                  |  |               |                 |                 |                 |                 |               |   |                  |                  |                  |                  |
|  | Cienciano               |                         |                         |                         |       | 0                | 1                | 1                |                  |                  |  |               |                 |                 |                 |                 |               |   |                  |                  |                  |                  |
|  | América                 | 1                       | 4                       | 5                       |       |                  |                  |                  |                  |                  |  |               |                 |                 |                 |                 |               |   |                  |                  |                  |                  |

### Finais

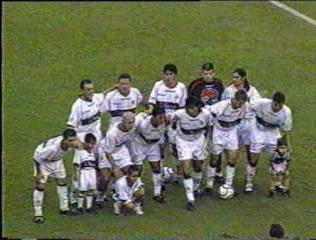
A equipe paraguaia Olimpia conquistou seu terceiro título.

Jogo de ida
| 24 de julho   | Olimpia | 0 – 1 | São Caetano | Estádio Defensores del Chaco, Assunção |
| 20:45 (UTC-4) |         |       | Aílton 61'  | Árbitro: ARG Horacio Elizondo          |

Jogo de volta
| 31 de julho   | São Caetano | 1 – 2 | Olimpia                | Estádio do Pacembu, São Paulo           |
| 21:45 (UTC-3) | Aílton 31'  |       | Córdoba 49' · Báez 59' | Público: 32 000 Árbitro: COL Óscar Ruiz |

|                                        |       | Penalidades                          |  |
| Adãozinho Marcos Senna Marlon Serginho | 2 – 4 | Enciso Órteman López Mauro Caballero |  |

## Premiação
| Copa Libertadores da América de 2002 |
| Paraguai                             |
| ------------------------------------ |
| OLIMPIA Campeão (3º título)          |